# サントーリオ・サントーリオ
サントーリオ・サントーリオ  (Santorio Santorio、1561年3月29日 – 1636年2月25日)、本名サントーリオ・サントーリ（Santorio Santori） (またはデ・サンクトリース〔de' Sanctoriis〕、英語ではパドヴァのサンクトリウス〔Sanctorius of Padua〕として知られる)はイタリア人医師、生理学者、物理学者、教授で、物理数学的実験・定量的な方法を医学生命科学に導入し、近代の物質代謝学の創始者、実験医学の父とみなされている。また、いくつかの医療機器の発明者としても知られている。デカルトの「機械論」の影響を受けた、ヨーロッパ南部、特にイタリアを中心とする物理医学派（iatrophysicist）を代表する医師のひとり。1614年に書かれた『De Statica Medicina（医学静力学について）』は多くの出版物に登場し、幾世代もの後世の医師に影響を与えた。

## 生涯
サントーリオは1561年3月29日にヴェネツィア共和国領イストリアの都市カポディストリア（現在のスロベニア）に生まれた。サントーリオの母親のエリザベッタ・コルドーニ（カルドニーアとも）はイストリア出身の貴族の女性で、父親のアントーニオ・サントーリオはフリウリ出身の貴族で、ヴェネツィア共和国の市の法令長官を務めた。
生まれ故郷で教育を受け、ヴェネツィアで学業を続け、1578年にパドヴァ大学に入学、1585年に大学で医学学位を得た。1587年から1594年までクロアチア人貴族の侍医となり、ヴェネツィアで開業し、ガリレオ・ガリレイと出会った。後に新しい医学の創始者という称号を得ることになる計量実験は、彼のキャリアのかなり早い時期から行われており、医学に対する定量的なアプローチは、卒業からパドヴァ大学教授に就任するまでの期間に確立されたようである。
1612年6月、パドヴァ大学の教授になって間もなく、ヴェネツィア医師会（ヴェネツィアの医師のコレギオ、Collegio dei Medici/ Fisici di Venezia) の会員となった。この医師会は、最も優れた医師たちが国際的に集まる機関として高い名声を誇っていた。
1616年5月、サントーリオは、その年にパドヴァに設立された新しいコレギオ（のちコレギオ・ヴェネト）の長に任命された。このコレギオはパドヴァ大学の文学部と医学部の教授で構成される博士号授与のための試験委員会であるが、ローマ教皇ピウス4世が勅書によって義務付けた信仰告白を外国人の非カトリック教徒の学生が行わずにすむよう設立されたものであった。これにより、博士号が教会の介入なしに初めて国家によって直接授与されるようになった。非カトリック教徒の学生はヴェネチア共和国の経済とパドヴァ大学の評判に貢献していたため、政府は彼らが引き続きヴェネチア共和国に集まり学ぶことを望んでおり、国家による博士号の授与は非常に重要なことだった。当然このコレギオの設立は教皇の抗議を受けることになり、ヴェネツィア共和国を教皇の権力から解放するというコレギオの意義を認識していたサントーリオは、「異端者が良き医師であると言うことは、カトリック信仰に反するものではない」と述べ、コレギオで学ぶ哲学と医学は宗教とは直接関係がないことを強調し、諍いを何とか収めた。
サントーリオは広く知られた高名な医師であり、大学でも教師として人気があったが、ヴェネチアでの医療活動で忙しく、教育より医業を優先していたようであり、学生たちの反感を買い、たびたび抗議を受けていた。とはいえ、16世紀後半以来、イタリアの大学は学生のさぼりと暴力の増加に悩まされ、サントーリオは講義の苦労を手紙に書いており、学生の方にも非はあったようである。
彼としては昇給なしに教職を続けることは考えられなかったが、大学評議会の評議員たちはそれを認めず、1624年に辞任した。サントーリオの教授の称号と年金は辞任後も一年間保持され、1625年にヴェネツィアに戻り医療活動と研究、著作の編集と出版に従事した。彼は大学の授業で使われる伝統的な教科書に関する詳細な解説書を3冊執筆しているが、うち2冊は教授職を辞任した後に出版された。
1630年から31年にかけて、ヴェネツィアを襲ったペストの治療に携わった。彼を含む医師団は、市内でペストが発生したことを頑なに否定し、ペストの発生を政府に認めさせようとする小規模な医師団の面々と激しい論争を繰り広げ、手をこまねいている間に死亡率は上昇し、ペスト発生の疑いの余地はなくなった。彼はペストの発生を否定しながらも、患者を隔離するよう提言し、自身の誤りが明らかになっても、他の同僚のようにペストから逃げることなく職務を全うした。
サントーリオは長年患った泌尿器の合併症により、1636年2月25日にヴェネチアで亡くなり、長年医師として務めた修道院である聖母マリアのしもべ教会（イタリア語:Santa Maria dei Servi）に埋葬された。

## 実績
サントーリオは1611年から1624年までパドヴァ大学で理論医学の教授を務め、体温や不感蒸散、体重に関する最初の実験を行った。
サントーリオの科学と医学の歴史への貢献は、主に実験方法を向上させたことである。特に、初期の粒子論の発展と、とりわけ脈拍数、体温、不感蒸散量に関して、体内の恒常性バランスを測定するための精密機器の発明が功績として特筆される。心拍計（pulsilogia）や体温計（hydrolabiaSanctorii）、サントーリオの名と今日も関連付けられる体重測定椅子（sella Sanctorii）を使い、測定が行われた。

### 発明

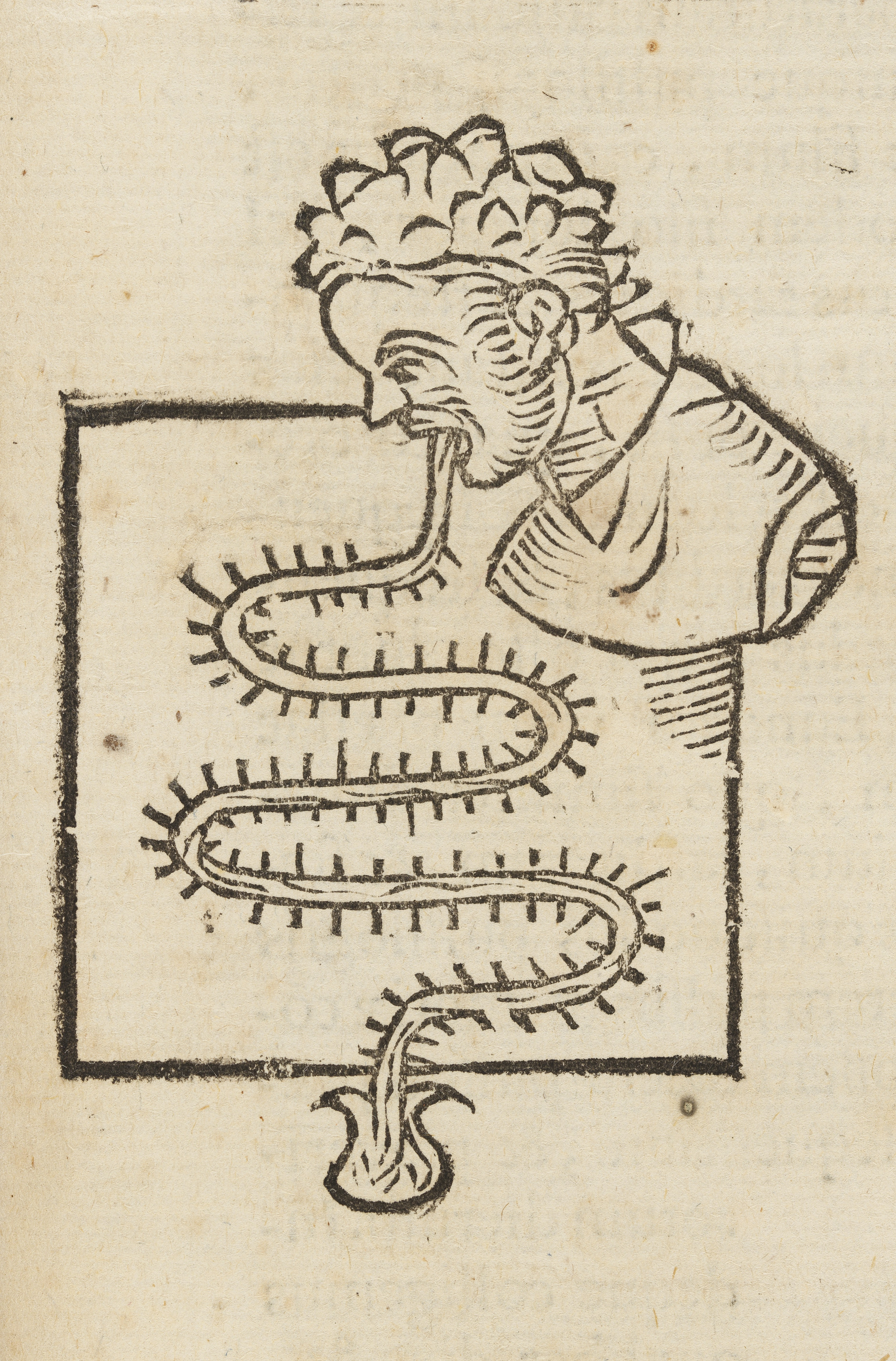
サントーリオの温度計（体温計）、1612年

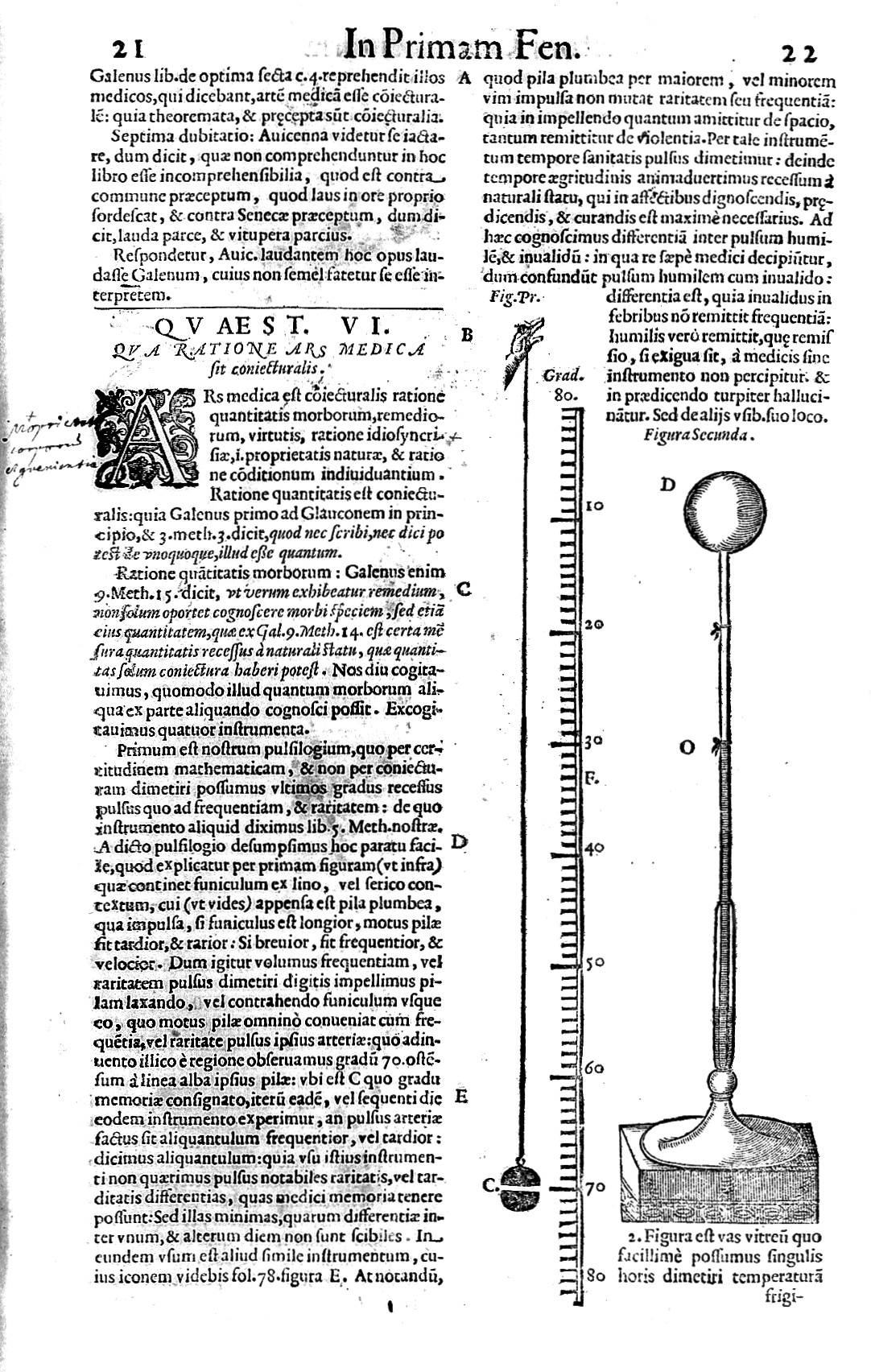
パルシロギウムと測温計。サントーリオ『Commentaria』、1626年

サントーリオは風速計や、流速計、パルシロギウム（pulsilogium、脈拍を測定する装置）、体温計を初めて使った人物である。
アレクサンドリアのヘロンは、紀元前100年頃に同時代人のフィロンが空気の膨張を利用した温度探知機を作製したことを記載しており、ヘロンの著述を研究していた友人のガリレイがこれをヒントに1603年に、世界初と思われる温度計を作った。ガリレオの温度計は、大まかな温度変化が分かるだけの、目盛りのないものであった。サントーリオの体温計は、ガリレオのサーモスコープ（液体を用いた測温計）を改良したもので、初めて健康な人や患者の体温の測定を行った。図のように蛇腹状（気圧の影響を小さくする形状）のガラス管に目盛りを付け、上端は球状で水が入れてあり、下端は開いていて水盤の中に立ててあり、球を咥え、水が水盤に下降する様子を観察する。
パルシロギウムは糸に鉛の玉を付けた振り子で、糸の長さを調節して脈拍と同期させ測定した。彼のパルシロギウムと温度計（体温計）は、ガリレオ・ガリレイ、フラ・パオロ・サルピ、ジョバンニ・フランチェスコ・サグレドによる同様の発明よりも古い。サントーリオはパルシロギウムを1602年に、サーモスコープを1611年に紹介している。

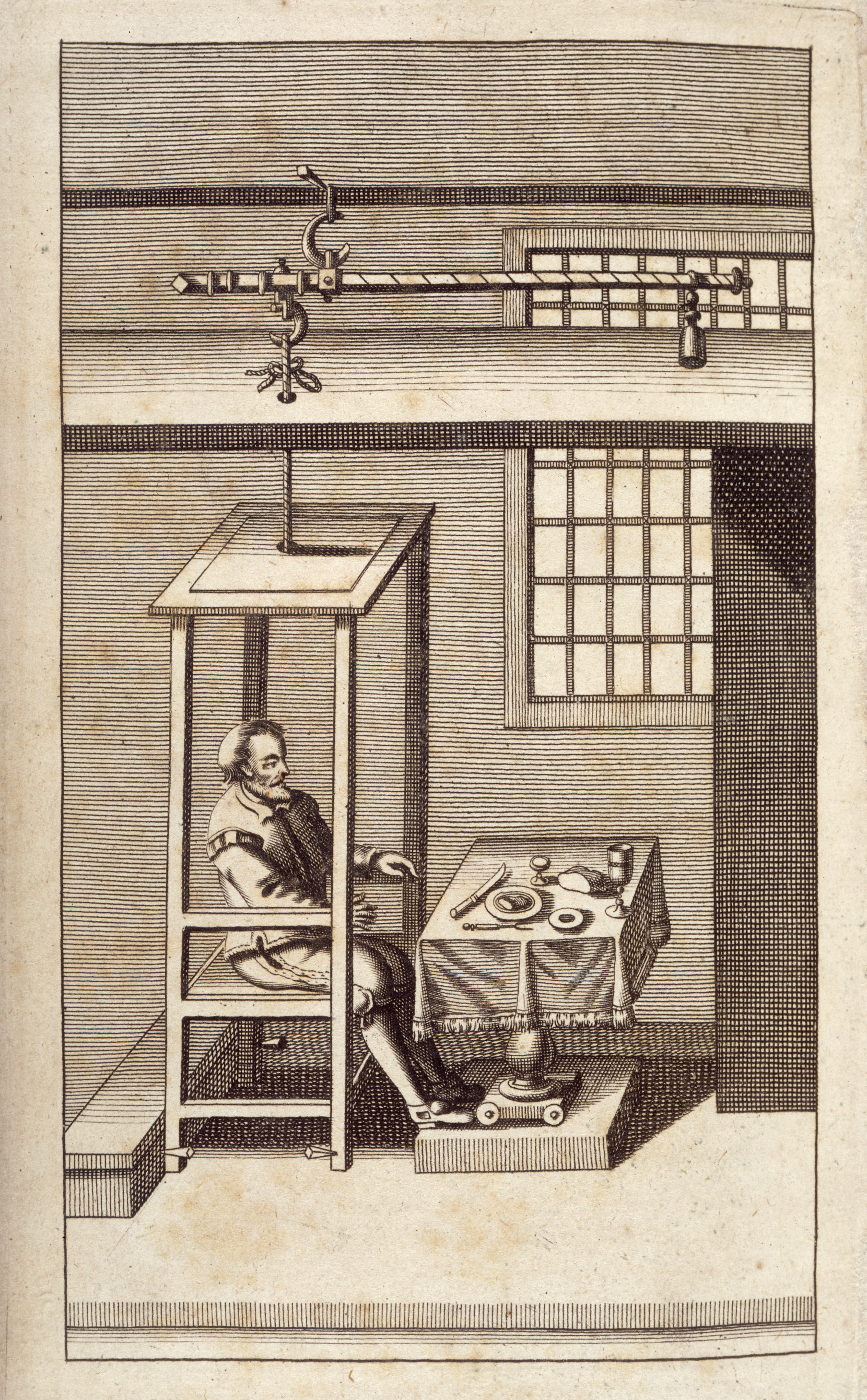
飲食物の摂取と排泄による体重の経時的変化を測定するために天秤ばかりに座るサントーリオ。

パルシロギウムは、おそらく医学史初の精密機器であった。サントーリオはこの新しい器具を用いた広範な実験により、古代ローマのガレノスによる脈拍の理論を標準化し、様々な規則的な脈拍および不規則的な脈拍を定量的に記述することができた。1世紀後、医者であるフランソワ・ボアシエ・ド・ソヴァージュ・ド・ラクロワは心機能を調べるためにパルシロギウムを用いた。サントーリオは温度単位の概念を提唱し、これにより温度が再現性をもって測定できるものと理解されるようになったこと、脈拍計を考案したことから、実験医学の基礎を置いたと考えられる。実験的方法が医学に統計的に導入されるのは、この250年後となる。
他に外科器械などの考案・発明もあり、膀胱結石を取るための套管針や、ジフテリア患者用の気管カニューレをデザインした。

### 代謝の研究
ガレノス等の昔の医師は、いわゆる人体の不感蒸散（イタリア語:perspiratio insensibilis）を認識していたが、不感蒸散がどの程度の量であるかという疑問に対して、サントーリオは推論ではなく測定によって答えようとした。サントーリオは不感蒸散を研究し、代謝研究の先駆者となった。30年間に渡って、サントーリオは椅子型の測定器具を使って自身の体重や飲食物、尿と便を計量し続けた。食べたものと排泄されたものとの重さを比べると、食べたもの8ポンドに対し、排泄物は3ポンドしかなかった。サントーリオはこの体重測定器具を患者の研究にも使ったが、実験記録は失われている。
この有名な発見の結論は次の通りである。

不感蒸散は、網のように全身を覆い汗をかく身体の細穴からの蒸散と、口呼吸による蒸散の2種類があり、一般的には、一日あたりの蒸散量は約半ポンドに達する。（口呼吸による蒸散があることは、）ガラスに息を吹きかけると明らかにわかる。

この重要な実験は、医学における重量測定の重要性の起源となった。彼は医学に客観的な「計量」の概念を導入し、「体は数字で支配され時計のように正確に動いている」と述べた。
しかし、彼は自身の研究を世に示すことが不得手であった。その試みが前例のない、新しいものだと理解していたため、非難を避けようと、30年間の実験の要旨を書いた1614年の『De Statica Medicina』を警句の形で記し、それは詳細で精確な記述が欠けるものであった。サントーリオとウイリアム・ハーヴェイは二人とも質的な観察から量的な観察に進んでおり、彼の主著はハーヴェイの主著に14年先行していたが、ハーヴェイが血液循環という現実的なテーマで人々の興味を引いたのに対し、不感蒸散は当時の研究レベルでは複雑過ぎるテーマで、不感蒸散量の正確な計量は当時不可能であり、彼が記録した数値には多くの矛盾があった。また、彼は自身の観察から、不感蒸散がすべての病的現象の基本であるという大きすぎる結論を出していた。彼らのフォロワーたちは、新しい生理学、精密な生物学の創立者は、サントーリオではなくハーヴェイだと考えた。サントーリオの実験はフォロワーたちによって再現・改良され、これにより医学の実験と実践は発展した。最終的に1790年にアントワーヌ・ラヴォアジエによって乗り超えられたが、彼は今でも実験生理学の父として讃えられている。サントーリオが作り実験に使った「体重測定椅子」も有名である。

## 著作
- Methodus vitandorum errorum omnium qui in arte medica contigunt (1602)
- Commentaria in artem medicinalem Galeni (1612)
- De Statica medicina (1614 )
- Commenteria in primam Fen primi Canonis Avicennae (1625)
- Commenteria in primam sectionem Aphorismorum Hippocratis (1629)
- De remediorum inventione (1629 )
- De lithotomia seu calculi vesicae consultatio co-authored with L. Batarourum (1629) ( Posthumous)
- De instrumentis medicis (unpublished)[25]

## サントーリオにちなんだ助成金
2018年1月にイタリアのコメル財団サントリアナ研究所（イタリア語:Institutio Santoriana - Fondazione Comel）は医療人文学を研究する国際先端研究機関として、サントーリオに敬意を表してルネッサンスにおける医学・身体研究センター（the Centre for the Study of Medicine and the Body in the Renaissance：CSMBR）を創設した。センターは毎年国際的な研究者に対し、サントーリオ研究優秀賞、医療人文科学のためのサントーリオ・フェローシップ、サントーリオ・グローバル・フェローシップなどを提供している。